# 巨大フェティシズム

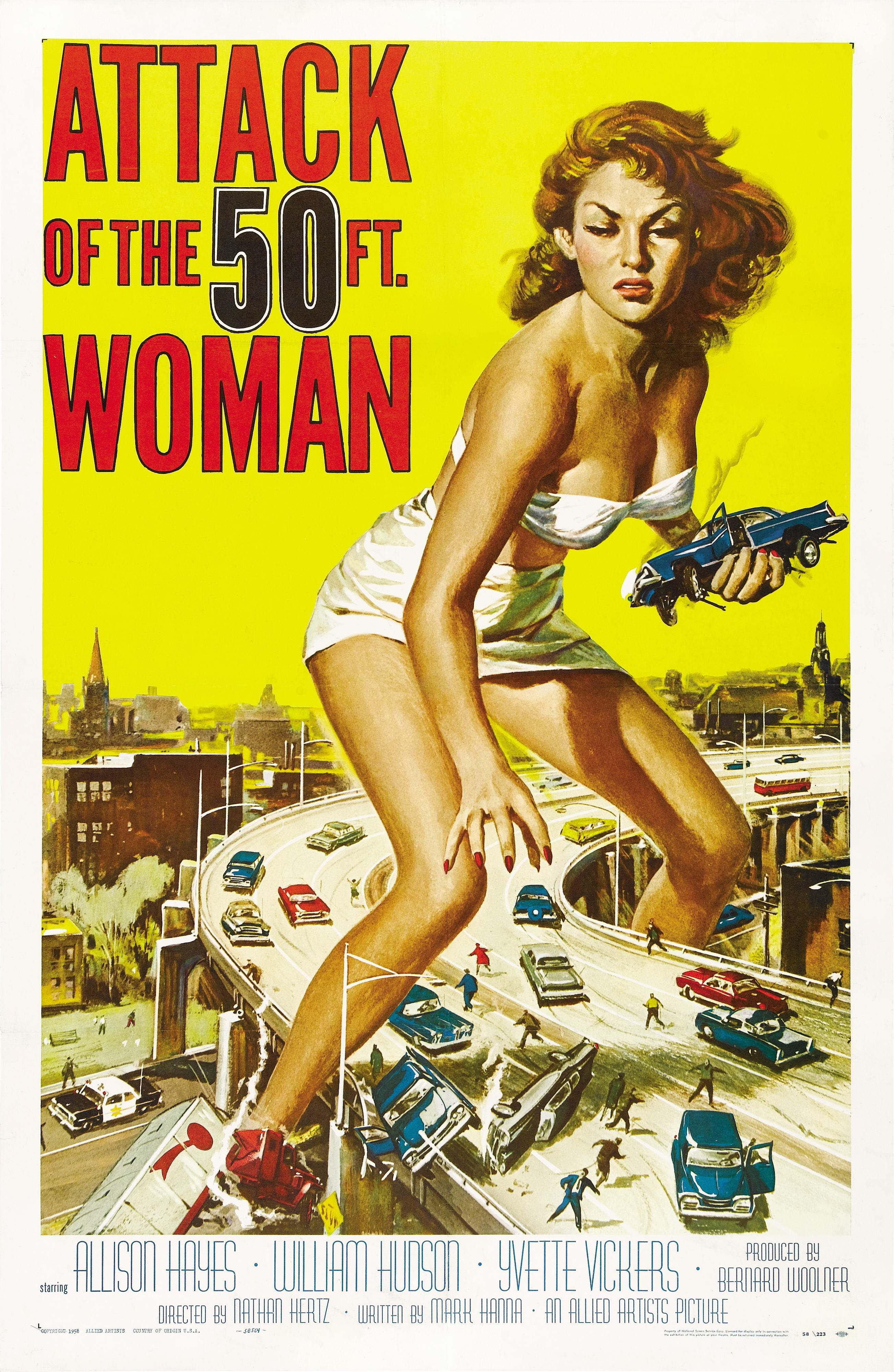
妖怪巨大女(1958年)

巨大フェティシズム（きょだいフェティシズム、Macrophilia）とは、
1. 巨大な物体（ダム・超高層ビル・ジャンボジェットなど）に対するフェティシズムの一種。
2. 相対的に自分より体格の大きな人間（多くの場合、女性）に対するフェティシズムの一種。

本項では、1.および2.を順に説明する。

## 物体の巨大フェティシズム
ダムや超高層ビルのような人工建造物であったり、ゾウやクジラのような生物、ひいては「ジャンボおにぎり」など、とにかく「普通より大きい物」に対する嗜好の意味で使われる。

## 人間の巨大フェティシズム
日本で人間を対象に「巨大フェティシズム」と言う場合は、身長が175センチメートルから2メートル超といった長身の女性（「リアルGTS」とも呼ばれる）を好むもの（Tall Fetish）を指す場合が多いが、英語の「Macrophilia」は完全にフィクション上の存在である巨人、その中でも巨大娘（Giantess。しばしば「GTS」と略される）に対するものを指す場合がほとんどである。また、Macrophiliaは相対的に「自分（または主人公）が小さくなる」（いわゆるシュリンカー）シチュエーションに対する嗜好とオーバーラップする割合が高いが、完全に一致する訳ではない。
例えば、巨大娘の場合は「怪獣のように暴れ回って街を破壊するシチュエーション」が期待されるが、シュリンカー視点では「普通サイズの人間が故意または無意識に起こした行動の結果、自身に災難が降りかかるシチュエーション」が中心になるという違いがある。その一方で、両者に共通するシチュエーションは踏み潰されたり食べられたりする自己破滅型のものであり、この点からSMと関連付けて考えられる場合もある。
その反面、相手に気付かれないように入浴や着替えを覗いたり、ローアングルからスカートの中を覗くシチュエーションや征服欲・冒険心から体の表面や内部を探険したり性感を刺激したりするシチュエーションも好まれる。
上述のような嗜好は、男性を対象とした巨大少年、巨大男という分野も存在する。

### 巨大ケモノ嗜好
欧米では「Furry」と呼ばれる擬人化されたケモノの巨大化シチュエーションも多く描かれている。